# Claus Wilcke (Altorientalist)
Claus Wilcke (* 23. Februar 1938 in Potsdam) ist ein deutscher Altorientalist. 

## Leben
Claus Wilcke studierte zunächst von 1957 bis 1960 protestantische Theologie an den Universitäten in Marburg und Heidelberg. Er schloss dann von 1960 bis 1966 ein Studium der Orientalistik, Semitistik und des römischen Rechts in Heidelberg an, wo er schließlich bei Adam Falkenstein mit einer Arbeit über das Lugalbandaepos promoviert wurde. 1967 wurde er Wissenschaftlicher Assistent am Assyriologischen Seminar der Universität München und wurde dort 1972 mit einer Arbeit zum Tod und zur Bestattung des Königs Urnammu habilitiert. 1974 wurde er Wissenschaftlicher Rat an der Universität München, 1976 Wissenschaftlicher Rat und Professor, 1978 C2-Professor und 1982 C3-Professor. 1979 lehnte er einen Ruf an die Harvard University ab, wirkte dort aber 1980/81 als Gastdozent. Nach der Wende wechselte er 1993 auf eine C4-Professur an die Universität Leipzig, wo er das dortige altorientalische Institut neu begründete. 2003 wurde er emeritiert.
Seit 1999 ist er korrespondierendes Mitglied der Bayerischen Akademie der Wissenschaften.

## Schriften
- Das Lugalbandaepos. Harrassowitz, Wiesbaden 1969 (zugleich: Universität Heidelberg, Dissertation 1966).
- Wer las und schrieb in Babylonien und Assyrien. Überlegungen zur Literalität im Alten Zweistromland (= Bayerische Akademie der Wissenschaften. Philosophisch-Historische Klasse. Sitzungsberichte. 2000, 6). Verlag der Bayerischen Akademie der Wissenschaften, München 2000, ISBN 3-7696-1612-X (Digitalisat).
- Ancient Near Eastern Law. A History of its Beginnings. The Early Dynastic and Sargonic Periods (= Bayerische Akademie der Wissenschaften. Philosophisch-Historische Klasse. Sitzungsberichte. 2003, 2). Verlag der Bayerischen Akademie der Wissenschaften, München 2003, ISBN 3-7696-1623-5 (Digitalisat).
- als Herausgeber: Das geistige Erfassen der Welt im Alten Orient. Sprache, Religion, Kultur und Gesellschaft. Nach Vorarbeiten von Joost Hazenbos und Annette Zgoll. Harrassowitz, Wiesbaden 2007, ISBN 978-3-447-05518-5.
- Geschichte und Kultur Mesopotamiens. De Gruyter, Berlin 2021, ISBN 978-3-11-027972-6